# Цеце
Муха-цеце, англ. Tsetse fly (Glossina) — рід коричневих або жовтих мух, завдовжки близько 1 см. Крила схрещені на спині, хоботок голкоподібний, скерований вперед. Рід нараховує 22 види. Живуть у Субсахарській Африці.

## Поширення в Африці

### Небезпека для тварин
Певні види мухи цеце переносять хворобу, збудниками якої є найпростіші трипаносоми. 

### Небезпека для людини

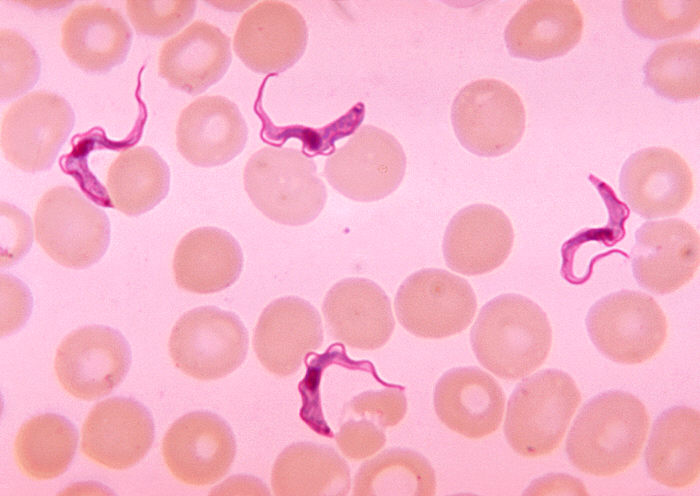
Трипаносоми у крові хворої людини.

Муха цеце переносить від людини до людини трипаносоми. Така хвороба в Африці називається сонною хворобою. Незважаючи на назву, дане захворювання не просто спричиняє сонливість. Вона починається слабкістю, стомлюваністю і невеликим підвищенням температури тіла. Відтак настає хронічна сонливість, висока температура, біль у суглобах, набрякають тканини тіла, збільшується печінка та селезінка. На кінцевій стадії паразити руйнують центральну нервову систему, у хворого відбуваються розумові відхилення, розвивається кома, іноді інсульт, через що він неодмінно помирає.